# Kirche Friedrichsthal (Gartz)

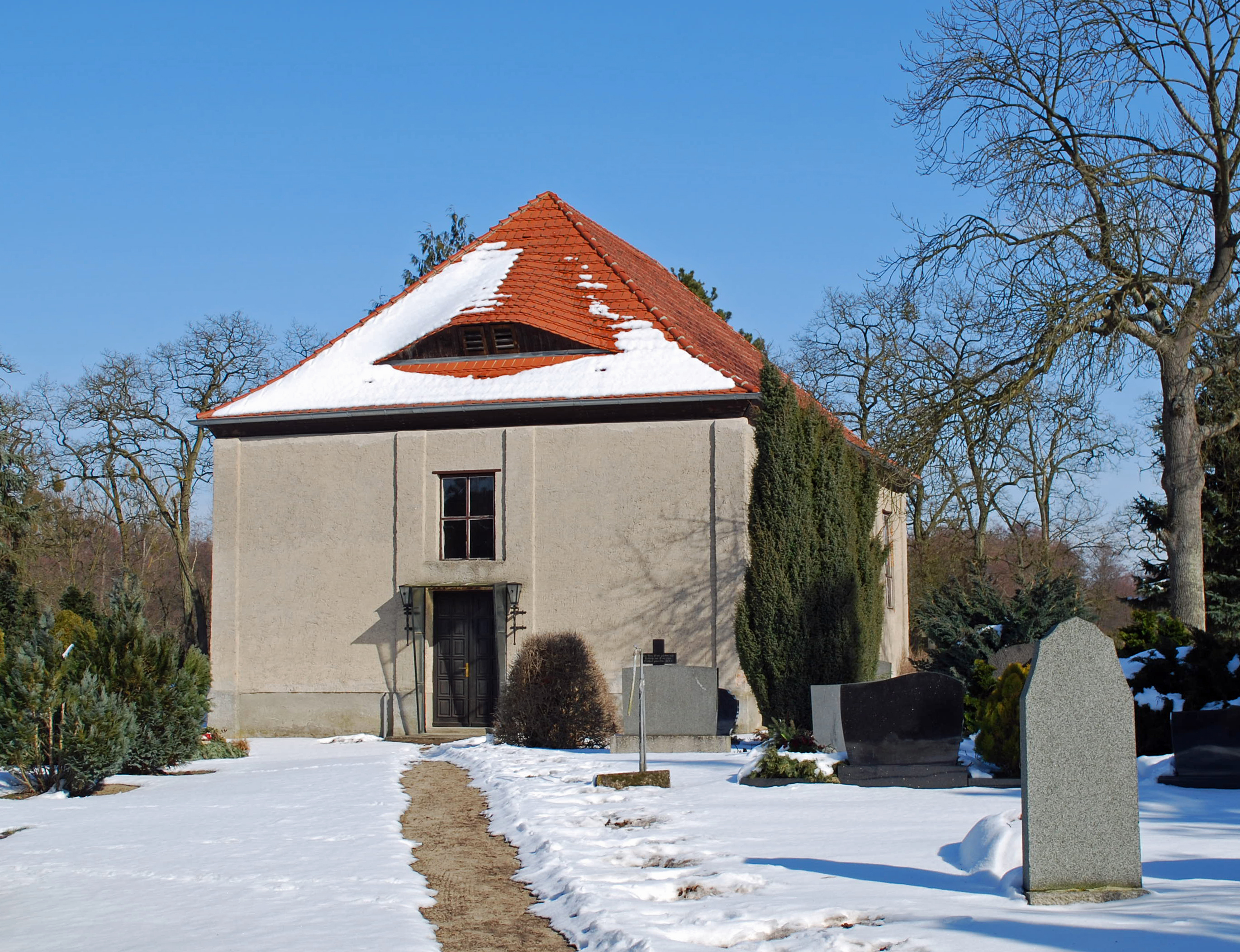
Kirche Friedrichsthal

Die evangelische, denkmalgeschützte Kirche Friedrichsthal steht in Friedrichsthal, einem Ortsteil der Stadt Gartz (Oder) im Landkreis Uckermark in Brandenburg. Sie gehört zur Kirchengemeinde Gartz/Oder der Propstei Pasewalk der Evangelisch-Lutherischen Kirche in Norddeutschland.

## Beschreibung
Die Saalkirche wurde im Jahre 1765 erbaut. Ihr Langhaus ist mit Lisenen gegliedert und mit einem Walmdach bedeckt, das eine Fledermausgaube an der westlichen Giebelseite hat. Zur Kirchenausstattung gehört eine mit Akanthusblättern verzierte Kanzel vom Anfang des 18. Jahrhunderts, die aus der Marienkirche (Stettin) stammt.